# Owingen
Owingen è un comune tedesco di 4 227 abitanti, situato nel land del Baden-Württemberg.